# Hibatullah Akhundzada
Hibatullah Akhundzada (em árabe: هيبة الله أخوند زاده Haibatullāh Aḫūnd Zādah; 1961, Panjwayi) é um estudioso islâmico afegão, clérigo, jurista e atual líder supremo do Afeganistão. Ele lidera o Talibã desde 2016 e chegou ao poder com sua vitória sobre as forças apoiadas pelo Ocidente na guerra de 2001–2021. No entanto, permaneceu uma figura reclusa, e seu perfil discreto alimentou especulações sobre seu papel no novo governo talibã e rumores de que ele pode estar morto. Exceto por uma fotografia sem data e várias gravações de áudio de discursos, ele quase não tem pegada digital.
O Talibã o chama de Amir al-Mu'minin, que era o título de seus dois predecessores, Mohammed Omar e Akhtar Mansoor. Akhundzada é bem conhecido por suas fátuas em assuntos do Talibã. Ele serviu como juiz islâmico dos tribunais da Xaria do Emirado Islâmico do Afeganistão de 1996 a 2001. Ao contrário de muitos líderes talibãs, ele não tem antecedentes militantes. Ele foi eleito líder do Talibã em maio de 2016, após a morte do líder anterior, Akhtar Mansour, em ataques aéreos dos Estados Unidos no Paquistão. Ayman al-Zawahiri, o líder da Al-Qaeda, apoiou Akhundzada como o emir al-Mu'minin, o que fortaleceu a reputação jihadista de Akhundzada entre os aliados do Talibã.
Seu governo foi criticado por totalitarismo e amplas restrições aos direitos humanos no Afeganistão , incluindo o direito de mulheres e meninas ao trabalho e à educação. A administração do Talibã impediu que a maioria das adolescentes voltasse ao ensino médio. No entanto, em uma rara aparição em julho de 2022 em uma reunião religiosa em Cabul, Akhundzada atacou as demandas da comunidade internacional sobre seu governo, descartando qualquer conversa ou compromisso em seu "sistema islâmico" de governo.

## Como novo chefe do Talibã
Akhundzada foi apontado como o comandante supremo do Talibã em 25 de maio de 2016, como substituto para o mulá Akhtar Mansour. Mansour e um segundo militante foram mortos quando bombas disparadas de um drone atingiram o veículo em que viajavam. O ataque foi aprovado pelo então presidente dos Estados Unidos, Barack Obama. Akhundzada foi anteriormente um adjunto para Mansour. Segundo fontes dos talibãs, Mansour já havia nomeado Akhundzada como seu sucessor em seu testamento.
Em 23 de janeiro de 2025, o procurador-chefe do Tribunal Penal Internacional, Karim Ahmad Khan, anunciou a apresentação de pedidos de mandado de prisão para líderes do Talibã, incluindo Akhundzada e o presidente da Suprema Corte, Abdul Hakim Haqqani. Eles são acusados de crimes contra a humanidade, especificamente pela perseguição a mulheres e meninas desde o retorno do Talibã ao poder em agosto de 2021. As acusações destacam severas restrições impostas às mulheres afegãs, incluindo proibições de acesso à educação, ao trabalho e à participação pública. Os mandados foram concedidos pelo TPI em 8 de julho.
Um porta-voz do Talibã afirmou que Sirajuddin Haqqani foi nomeado primeiro vice e o mulá Mohammad Yaqoob, o filho do ex-líder do Talibã Mulá Omar, foi nomeado segundo vice. Mawlawi Akhundzada lidera diversas madraças, ou escolas religiosas, na Província de Baluchistão, no sudoeste do Paquistão.